# Хорошего человека найти нелегко
«Хорошего человека найти нелегко» (A Good Man Is Hard To Find) — самый известный рассказ Фланнери О’Коннор. Написан в 1953 году. 

## Сюжет
Действие рассказа происходит на юге США в штате Джорджия. Глава семейства Бейли хочет повезти своих детей — восьмилетнего сына Джона, дочку Джун, жену с грудным ребенком и свою мать во Флориду. В это время они узнают, что из федеральной тюрьмы сбежал преступник по имени Изгой, который тоже направляется во Флориду. Бабушка уговаривает семью не ехать, но семья в полном составе усаживается в автомобиль и выезжает из Атланты. По дороге они останавливаются, чтобы перекусить в придорожном кафе. Вошедший хозяин кафе по прозвищу Рыжий Сэм вступает в завязавшийся разговор и, жалуясь на свою жизнь, говорит, что, как ни старайся, все равно остаешься в дураках. На риторический вопрос, почему с ним так всегда бывает, бабушка отвечает, что, по-видимому, причина в том, что он хороший человек. Рыжий Сэм соглашается с бабушкой и уточняет, что нынче хорошего человека найти не легко, никому нельзя верить.
После посещения кафе семья Бейли продолжает путь. Бабушка спит на заднем сиденье, но когда они проезжают через город Тумсборо, она просыпается и вспоминает, что где-то по соседству есть старая плантация, красивый дом, дубовая аллея с беседками. Хотя она была там давно, бабушка утверждает, что хорошо помнит дорогу и настаивает на том, что нужно  посетить эту достопримечательность. Сын и невестка не хотят сворачивать в сторону, чтобы не терять времени, но бабушке удается добиться согласия повернуть назад и проехать к плантации по проселочной дороге. Бейли ворчит, так как дорога очень пыльная и неровная, видно, что по ней давно никто не ездил. Внезапно бабушка осознает, что ошиблась: плантация-то находится не в Джорджии, а в Теннесси. Вдруг машина переворачивается и падает под откос. Жена Бейли сломала плечо и повредила лицо. Бейли безмолвно и свирепо смотрит на мать. Вдалеке появляется какая-то машина. В машине, подъехавшей к пострадавшим, сидят трое мужчин. Лицо одного из них кажется бабушке знакомым, она понимает, что это тот самый Изгой, о котором она читала в газете. Увидев пистолет у одного из мужчин, бабушка упрашивает Изгоя не делать им ничего плохого. Она говорит, что в душе он наверняка хороший человек. Изгой приказывает мужчине с револьвером увести Бейли и Джона в лес. Они уходят. Бабушка уверяет Изгоя, что он еще может стать честным человеком, может остепениться, если только будет молиться Богу. Два выстрела, раздавшиеся в лесу, еще больше нагнетают обстановку. Изгой начинает рассказывать бабушке о своей неприкаянной жизни. Тем временем спутники Изгоя, Бобби Ли и Хайрам, выходят из леса с рубашкой Бейли в руках. Изгой просит жену Бейли и детей взяться за руки и следовать за вернувшимися мужчинами в лес, где они смогут увидеть своих ушедших туда родственников. Оставшись одна, бабушка пытается опять убедить Изгоя, чтобы он молился Богу. Когда из леса слышится отчаянный вопль, а за ним выстрелы, бабушка, обезумев, просит Изгоя не убивать её. Она опять взывает к Иисусу Христу, что еще больше бесит бандита. Бабушка дотрагивается рукой до Изгоя, произнося: «Ты ведь мне сын. Ты один из детей моих». Изгой отскакивает и трижды стреляет старухе в грудь. А затем приказывает своим напарникам отнести её тело в лес.

## Неоднозначность
Поведение бабушки на последней странице рассказа получило в американском литературоведении совершенно взаимоисключающие трактовки. Согласно одной точке зрения, именно эгоизм бабушки, которая вынудила сына изменить маршрут поездки, взяла с собой кошку (ставшую причиной аварии) и, когда убивали её родственников, пыталась подкупить Изгоя, чтобы он сохранил её жизнь, и стал причиной трагедии. Именно бабушка не стала держать язык за зубами и заявила бандиту, что узнала его. Её слова «Ты ведь мне сын, один из детей моих» в этом контексте представляются столь же фальшивыми, как и предыдущая манипуляция внуками посредством басен о вымышленных сокровищах.
Согласно же другой точке зрения, на бабушку перед лицом смерти (как и на персонажей многих других рассказов О’Коннор) нисходит свыше подлинная благодать, а своей попыткой приласкать Изгоя она искупает свои прежние прегрешения. Бандит осознаёт её духовное преображение, саркастически замечая, что она могла бы быть хорошим человеком, если бы на неё каждый день наводили дуло пистолета.